# Kolegium (Rosja)
Kolegium (ros. коллегиум) – kolegia były centralnymi organami rządu Imperium Rosyjskiego, utworzonymi w 1718, za rządów Piotra I (w ramach reform), w miejsce Prikazów. Działały do 1802, kiedy to zostały zastąpione przez ministerstwa.

## Literatura
- Исаев И.А. - "История государства и права России" — Moskwa 2006